# Donzacq
Donzacq – miejscowość i gmina we Francji, w regionie Nowa Akwitania, w departamencie Landy.
Według danych na rok 1990 gminę zamieszkiwały 392 osoby, a gęstość zaludnienia wynosiła 34 osób/km² (wśród 2290 gmin Akwitanii Donzacq plasuje się na 799. miejscu pod względem liczby ludności, natomiast pod względem powierzchni na miejscu 965.).